# Gainesville, Georgia
Gainesville är en stad (city) i Hall County, i delstaten Georgia, USA. Enligt United States Census Bureau har staden en folkmängd på 34 422 invånare (2011) och en landarea på 82,7 km². Gainesville är huvudort i Hall County.

## Kända personer från Gainesville
- Tommy Aaron, golfspelare
- Casey Cagle, politiker
- Doug Collins, politiker